# Renault Type FS
Der Renault Type FS war ein Personenkraftwagenmodell der Zwischenkriegszeit von Renault. Er wurde auch 18 CV genannt.

## Beschreibung
Die nationale Zulassungsbehörde erteilte am 20. November 1919 seine Zulassung. Vorgänger war der Renault Type FE. 1920 folgte der Nachfolger Renault Type HG.
Der wassergekühlte Vierzylindermotor mit 95 mm Bohrung und 160 mm Hub hatte 4536 cm³ Hubraum. Die Motorleistung wurde über eine Kardanwelle an die Hinterachse geleitet. Die Höchstgeschwindigkeit war je nach Übersetzung mit 64 km/h bis 84 km/h angegeben.
Bei einem Radstand von 355,5 cm und einer Spurweite von 150 cm war das Fahrzeug 484,5 cm lang und 176 cm breit. Der Wendekreis war mit 14 bis 15 Metern angegeben. Das Fahrgestell wog 1000 kg, das Komplettfahrzeug 1900 kg. Zur Wahl standen Tourenwagen und Limousine.
Ein Fahrgestell kostete 19.000 Franc, ein Torpedo 23.000 Franc und eine Limousine 26.000 Franc.